# مركز ساسكتل
مركز ساسكتل (بالإنجليزية: SaskTel Centre)‏ هي ساحة تقع في ساسكاتون، ساسكاتشوان، كندا.